# Бібішки
Бібішки (рос. Бибишки) — присілок Сафоновського району Смоленської області Росії. Входить до складу Барановського сільського поселення.
Населення — 16 осіб (2007 рік).